# Listă de aeroporturi după codul ICAO: Y
Mai jos este lista de aeroporturi al căror cod ICAO începe cu litera Y.
Această listă este generată cu date din Wikidata și este actualizată periodic de un robot.
 Editările făcute în listă vor fi șterse la următoarea actualizare!
| Imagine | Cod ICAO  | Articol                               |
| ------- | --------- | ------------------------------------- |
|         | YMML      | Aeroportul Melbourne                  |
|         | YJNB      | Aeroportul Jurien Bay                 |
|         | YKMP      | Aeroportul Kempsey                    |
|         | YKRY      | Aeroportul Kingaroy                   |
|         | YMCT      | Aeroportul Millicent                  |
|         | YMHB      | Aeroportul Internațional Hobart       |
|         | YMLT      | Aeroportul Launceston                 |
|         | YMNS      | Aeroportul Mount Swan                 |
|         | YCBR      | Aeroportul Collarenebri               |
|         | YMYB      | Aeroportul Maryborough                |
|         | YMYT      | Aeroportul Merty Merty                |
|         | YBSU      | Aeroportul Sunshine Coast             |
|         | YPAM      | Aeroportul Palm Island                |
|         | YSOL      | Aeroportul Solomon                    |
|         | YBUD      | Aeroportul Bundaberg                  |
|         | YCTM      | Aeroportul Cootamundra                |
|         | YMAV      | Aeroportul Avalon                     |
|         | YCOE      | Aeroportul Coen                       |
|         | YNRG      | Aeroportul Narrogin                   |
|         | YPXM      | Aeroportul Christmas Island           |
|         | YWCA      | Aeroportul Wilcannia                  |
|         | YBBN      | Aeroportul Brisbane                   |
|         | YTMU      | Aeroportul Tumut                      |
|         | YBWP      | Aeroportul Weipa                      |
|         | YCWL      | Aeroportul Cowell                     |
|         | YCWR      | Aeroportul Cowra                      |
|         | YCWY      | Aeroportul Coolawanyah Station        |
|         | YHDY      | Aeroportul Headingly                  |
|         | YJLC      | Aeroportul Julia Creek                |
|         | YKMB      | Aeroportul Karumba                    |
|         | YRSB      | Aeroportul Roseberth                  |
|         | YSHK      | Aeroportul Shark Bay                  |
|         | YSRN      | Aeroportul Strahan                    |
|         | YOLA      | Aeroportul Colac                      |
|         | YLRE      | Aeroportul Longreach                  |
|         | YPDN      | Aeroportul Internațional Darwin       |
|         | YRNG      | Aeroportul Ramingining                |
|         | YHOO      | Aeroportul Hooker Creek               |
|         | YMOG      | Aeroportul Mount Magnet               |
|         | YANG      | Aeroportul West Angelas               |
|         | YBLN      | Aeroportul Regional Busselton         |
|         | YBEO      | Aeroportul Betoota                    |
|         | YCEE      | Aeroportul Cleve                      |
|         | YDLV      | Aeroportul Delissaville               |
|         | YMMB      | Aeroportul Moorabbin                  |
|         | YTMP      | Aeroportul Tom Price                  |
|         | YKBY      | Aeroportul Streaky Bay                |
|         | YROM      | Aeroportul Roma                       |
|         | YAMM      | Aeroportul Ammaroo                    |
|         | YBAF      | Aeroportul Archerfield                |
|         | YCMT      | Aeroportul Clermont                   |
|         | YIFL      | Aeroportul Innisfail                  |
|         | YMGT      | Aeroportul Margaret River             |
|         | YWRN      | Aeroportul Warren                     |
|         | YPKS      | Aeroportul Regional Parkes            |
|         | YPMH      | Aeroportul Prominent Hill             |
|         | YSBK      | Aeroportul Bankstown                  |
|         | YBCG      | Aeroportul Gold Coast                 |
|         | YHUG      | Aeroportul Hughenden                  |
|         | YFBS      | Aeroportul Forbes                     |
|         | YYKI      | Aeroportul Yorke Island               |
|         | YSPV      | Aeroportul Springvale                 |
|         | YUAN      | Aeroportul Lake Gregory               |
|         | YDLQ      | Aeroportul Deniliquin                 |
|         | YHLC      | Aeroportul Halls Creek                |
|         | YKSC      | Aeroportul Kingscote                  |
|         | YBPN      | Aeroportul Whitsunday Coast           |
|         | YBRM      | Aeroportul Internațional Broome       |
|         | YBTV      | Aeroportul Batavia Downs              |
|         | YPCC      | Aeroportul Cocos (Keeling) Islands    |
|         | YPGV      | Aeroportul Gove                       |
|         | YPLM      | Aeroportul Learmonth                  |
|         | YTIB      | Aeroportul Tibooburra                 |
|         | YMTB      | Aeroportul Muttaburra                 |
|         | YBUN      | Aeroportul Bunbury                    |
|         | YDBY      | Aeroportul Derby                      |
|         | YGTH      | Aeroportul Griffith                   |
|         | YKBR      | Aeroportul Kalbarri                   |
|         | YSHT      | Aeroportul Shepparton                 |
|         | YOOD      | Aeroportul Oodnadatta                 |
|         | YWDH      | Aeroportul Windorah                   |
|         | YPPD      | Aeroportul Internațional Port Hedland |
|         | YCAS      | Aeroportul Casino                     |
|         | YNWN      | Aeroportul Newman                     |
|         | YYLR      | Aeroportul Yeelirrie                  |
|         | YWKB      | Aeroportul Warracknabeal              |
|         | YPPH      | Aeroportul Perth                      |
|         | YRMD      | Aeroportul Richmond                   |
|         | YROB      | Aeroportul Robinhood                  |
|         | YAYR      | Aeroportul Ayr                        |
|         | YWBL      | Aeroportul Warrnambool                |
|         | YGLB      | Aeroportul Goulburn                   |
|         | YBDG      | Aeroportul Bendigo                    |
|         | YKBL      | Aeroportul Kambalda                   |
|         | YSCR      | Aeroportul Southern Cross             |
|         | YSMP      | Aeroportul Smith Point                |
|         | YWDG      | Aeroportul Windarling                 |
|         | YDNI      | Aeroportul Darnley Island             |
|         | YMGD      | Aeroportul Maningrida                 |
|         | YGSC      | Aeroportul Gascoyne Junction          |
|         | YPBO      | Aeroportul Paraburdoo                 |
|         | YAPH      | Aeroportul Alpha                      |
|         | YBOU      | Aeroportul Boulia                     |
|         | YCOR      | Aeroportul Corowa                     |
|         | YHBR      | Aeroportul Humbert River              |
|         | YMMI      | Aeroportul Murrin Murrin              |
|         | YMMU      | Aeroportul Middlemount                |
|         | YMRW      | Aeroportul Morawa                     |
|         | YSHR      | Aeroportul Whitsunday                 |
|         | YTWB      | Aeroportul Toowoomba                  |
|         | YWLG      | Aeroportul Walgett                    |
|         | YWSL      | Aeroportul West Sale                  |
|         | YCBP      | Aeroportul Coober Pedy                |
|         | YCDU      | Aeroportul Ceduna                     |
|         | YPKU      | Aeroportul Kununurra                  |
|         | YLEC      | Aeroportul Leigh Creek                |
|         | YMTG      | Aeroportul Mount Gambier              |
|         | YARY      | Aeroportul Arrabury                   |
|         | YCUA      | Aeroportul Cudal                      |
|         | YDAY      | Aeroportul Dalby                      |
|         | YISF      | Aeroportul Isisford                   |
|         | YMPA      | Aeroportul Minnipa                    |
|         | YBMA      | Aeroportul Mount Isa                  |
|         | YBWW      | Aeroportul Brisbane West Wellcamp     |
|         | YWGT      | Aeroportul Wangaratta                 |
|         | YARM      | Aeroportul Armidale                   |
|         | YMAY      | Aeroportul Albury                     |
|         | YBNA      | Aeroportul Ballina Byron Gateway      |
|         | YBTL      | Aeroportul Townsville                 |
|         | YBHI      | Aeroportul Broken Hill                |
|         | YBKE      | Aeroportul Bourke                     |
|         | YCBA      | Aeroportul Cobar                      |
|         | YSCN      | Aeroportul Camden                     |
|         | YCBB      | Aeroportul Coonabarabran              |
|         | YCFS YSCH | Aeroportul Coffs Harbour              |
|         | YCOM      | Aeroportul Cooma – Snowy Mountains    |
|         | YGFN      | Aeroportul Regional Clarence Valley   |
|         | YGLI      | Aeroportul Glen Innes                 |
|         | YSDU      | Aeroportul Dubbo City                 |
|         | YHAY      | Aeroportul Hay                        |
|         | YIVL      | Aeroportul Inverell                   |
|         | YLIS      | Aeroportul Lismore                    |
|         | YLRD      | Aeroportul Lightning Ridge            |
|         | YLHI      | Aeroportul Lord Howe Island           |
|         | YMER      | Aeroportul Merimbula                  |
|         | YMOR      | Aeroportul Moree                      |
|         | YMRY      | Aeroportul Moruya                     |
|         | YNAR      | Aeroportul Narrandera                 |
|         | YNRM      | Aeroportul Narromine                  |
|         | YNYN      | Aeroportul Nyngan                     |
|         | YWLM      | Aeroportul Newcastle                  |
|         | YORG      | Aeroportul Orange                     |
|         | YPMQ      | Aeroportul Port Macquarie             |
|         | YQDI      | Aeroportul Quirindi                   |
|         | YSTW      | Aeroportul Tamworth                   |
|         | YTEM      | Aeroportul Temora                     |
|         | YTRE      | Aeroportul Taree                      |
|         | YSWG      | Aeroportul Wagga Wagga                |
|         | YBAS      | Aeroportul Alice Springs              |
|         | YBTI      | Aeroportul Bathurst Island            |
|         | YCKI      | Aeroportul Croker Island              |
|         | YWOL      | Aeroportul Regional Illawarra         |
|         | YWWL      | Aeroportul West Wyalong               |
|         | YYNG      | Aeroportul Young                      |
|         | YELD      | Aeroportul Elcho Island               |
|         | YGTE      | Aeroportul Groote Eylandt             |
|         | YKKG      | Aeroportul Kalkgurung                 |
|         | YLEV      | Aeroportul Lake Evella                |
|         | YMGB      | Aeroportul Milingimbi                 |
|         | YSNB      | Aeroportul Snake Bay                  |
|         | YAYE      | Aeroportul Ayers Rock                 |
|         | YGPT      | Aeroportul Garden Point               |
|         | YNGU      | Aeroportul Ngukurr                    |
|         | YVRD      | Aeroportul Victoria River Downs       |
|         | YSWL      | Aeroportul Stawell                    |
|         | YKII      | Aeroportul King Island                |
|         | YSMI      | Aeroportul Smithton                   |
|         | YSTH      | Aeroportul St Helens                  |
|         | YWYY      | Aeroportul Burnie                     |
|         | YMTO      | Aeroportul Monto                      |
|         | YWAV      | Aeroportul Wave Hill                  |
|         | YYND      | Aeroportul Yuendumu                   |
|         | YBYS      | Aeroportul Beverley Springs           |
|         | YBCK      | Aeroportul Blackall                   |
|         | YBCS      | Aeroportul Cairns                     |
|         | YBMK      | Aeroportul Mackay                     |
|         | YQLP      | Aeroportul Quilpie                    |
|         | YHSM      | Aeroportul Horsham                    |
|         | YPKG      | Aeroportul Kalgoorlie-Boulder         |
|         | YCKN      | Aeroportul Cooktown                   |
|         | YCMU      | Aeroportul Cunnamulla                 |
|         | YBIE      | Aeroportul Bedourie                   |
|         | YCCY      | Aeroportul Cloncurry                  |
|         | YCDO      | Aeroportul Condobolin                 |
|         | YPEC      | Aeroportul Belmont                    |
|         | YBLA      | Aeroportul Benalla                    |
|         | YCRG      | Aeroportul Corryong                   |
|         | YECH      | Aeroportul Echuca                     |
|         | YPOD      | Aeroportul Portland                   |
|         | YBHM      | Aeroportul Great Barrier Reef         |
|         | YMEN      | Aeroportul Essendon                   |
|         | YNBR      | Aeroportul Narrabri                   |
|         | YMLS      | Aeroportul Miles                      |
|         | YOSB      | Aeroportul Osborne Mine               |
|         | YMDG      | Aeroportul Mudgee                     |
|         | YNRC      | Aeroportul Naracoorte                 |
|         | YPAG      | Aeroportul Port Augusta               |
|         | YPIR      | Aeroportul Port Pirie                 |
|         | YPLC      | Aeroportul Port Lincoln               |
|         | YREN      | Aeroportul Renmark                    |
|         | YWHA      | Aeroportul Whyalla                    |
|         | YDPO      | Aeroportul Devonport                  |
|         | YFLI      | Aeroportul Flinders Island            |
|         | YGYM      | Aeroportul Gympie                     |
|         | YKER      | Aeroportul Kerang                     |
|         | YLTV      | Aeroportul Latrobe Valley             |
|         | YMCO      | Aeroportul Mallacoota                 |
|         | YSSY      | Aeroportul Sydney                     |
|         | YNTN      | Aeroportul Normanton                  |
|         | YTNG      | Aeroportul Thangool                   |
|         | YTNK      | Aeroportul Tennant Creek              |
|         | YCHT      | Aeroportul Charters Towers            |
|         | YSNF      | Aeroportul Norfolk Island             |
|         | YSPT      | Aeroportul Southport                  |
|         | YBGD      | Aeroportul Boolgeeda                  |
|         | YDBI      | Aeroportul Dirranbandi                |
|         | YBCV      | Aeroportul Charleville                |
|         | YBLC      | Aeroportul Balcanoona                 |
|         | YBNS      | Aeroportul Bairnsdale                 |
|         | YBRK      | Aeroportul Rockhampton                |
|         | YBRL      | Aeroportul Borroloola                 |
|         | YBRN      | Aeroportul Balranald                  |
|         | YBRW      | Aeroportul Brewarrina                 |
|         | YBRY      | Aeroportul Barimunya                  |
|         | YBAR      | Aeroportul Barcaldine                 |
|         | YCNF      | Aeroportul Nifty                      |
|         | YCNK      | Aeroportul Cessnock                   |
|         | YCNM      | Aeroportul Coonamble                  |
|         | YSCB      | Aeroportul Internațional Canberra     |
|         | YPAD      | Aeroportul Adelaide                   |
|         | YSWH      | Aeroportul Swan Hill                  |
|         | YCOO      | Aeroportul Cooinda                    |
|         | YIGM      | Aeroportul Ingham                     |
|         | YMIT      | Aeroportul Mitchell                   |
|         | YWBS      | Aeroportul Warraber Island            |
|         | YWUD      | Aeroportul Wudinna                    |
|         | YGDH      | Aeroportul Gunnedah                   |
|         | YESP      | Aeroportul Esperance                  |
|         | YPKA      | Aeroportul Karratha                   |
|         | YABA      | Aeroportul Albany                     |
|         | YHID      | Aeroportul Horn Island                |
|         | YMUI      | Aeroportul Murray Island              |
|         | YTST      | Aeroportul Truscott-Mungalalu         |
|         | YWTN      | Aeroportul Winton                     |
|         | YHPN      | Aeroportul Hopetoun                   |
|         | YPMP      | Aeroportul Edward River               |
|         | YPJT      | Aeroportul Jandakot                   |
|         | YGEL      | Aeroportul Geraldton                  |
|         | YGLG      | Aeroportul Geelong                    |
|         | YHBA      | Aeroportul Hervey Bay                 |
|         | YCCA      | Aeroportul Chinchilla                 |
|         | YGLA      | Aeroportul Gladstone                  |
|         | YAMC      | Aeroportul Aramac                     |
|         | YMIA      | Aeroportul Mildura                    |
|         | YAUR      | Aeroportul Aurukun                    |
|         | YCRK      | Aeroportul Christmas Creek            |
|         | YMRB      | Aeroportul Moranbah                   |
|         | YBOI      | Aeroportul Boigu Island               |
|         | YHOT      | Aeroportul Mount Hotham               |
|         | YHML      | Aeroportul Hamilton                   |
|         | YWCK      | Aeroportul Warwick                    |
|         | YBKT      | Aeroportul Burketown                  |
|         | YCDR      | Aeroportul Caloundra                  |
|         | YCMW      | Aeroportul Camooweal                  |
|         | YCGO      | Aeroportul Chillagoe                  |
|         | YGDI      | Aeroportul Goondiwindi                |
|         | YCCT      | Aeroportul Coconut Island             |
|         | YCAH      | Aeroportul Coolah                     |
|         | YCWA      | Aeroportul Coondewanna                |
|         | YCUE      | Aeroportul Cue                        |
|         | YDMG      | Aeroportul Doomadgee                  |
|         | YKBS      | Aeroportul Kimberley Downs            |
|         | YWYM      | Aeroportul Wyndham                    |
|         | YALA      | Aeroportul Marla                      |
|         | YAMT      | Aeroportul Amata                      |
|         | YBMD      | Aeroportul Bloomfield                 |
|         | YCRY      | Aeroportul Croydon                    |
|         | YDOR      | Aeroportul Dorunda                    |
|         | YECL      | Aeroportul Eucla                      |
|         | YEDA      | Aeroportul Etadunna                   |
|         | YEEB      | Aeroportul Eneabba                    |
|         | YDKI      | Aeroportul Dunk Island                |
|         | YDYS      | Aeroportul Dysart                     |
|         | YEML      | Aeroportul Emerald                    |
|         | YESE      | Aeroportul Elrose                     |
|         | YCAR      | Aeroportul Carnarvon                  |
|         | YLST      | Aeroportul Leinster                   |
|         | YMHU      | Aeroportul McArthur River Mine        |
|         | YTAM      | Aeroportul Taroom                     |
|         | YTEF      | Aeroportul Telfer                     |
|         | YTGT      | Aeroportul The Granites               |
|         | YTMO      | Aeroportul The Monument               |
|         | YTOC      | Aeroportul Tocumwal                   |
|         | YTEE      | Aeroportul Trepell                    |
|         | YKUB      | Aeroportul Kubin                      |
|         | YLTN      | Aeroportul Laverton                   |
|         | YFTZ      | Aeroportul Fitzroy Crossing           |
|         | YRAY      | Aeroportul Rose Bay Water             |
|         | YFDF      | Aeroportul Fortescue Dave Forrest     |
|         | YEIN      | Aeroportul Einasleigh                 |
|         | YEXM      | Aeroportul Exmouth Gulf               |
|         | YGDS      | Aeroportul Gregory Downs              |
|         | YGLE      | Aeroportul Glengyle                   |
|         | YGLO      | Aeroportul Glenormiston               |
|         | YIDK      | Aeroportul Indulkana                  |
|         | YINJ      | Aeroportul Injune                     |
|         | YKAL      | Aeroportul Kalumburu                  |
|         | YLRA      | Aeroportul Laura                      |
|         | YMGN      | Aeroportul Mount Gunson               |
|         | YMGR      | Aeroportul Margaret River Station     |
|         | YMIN      | Aeroportul Minlaton                   |
|         | YMIR      | Aeroportul Miranda Downs              |
|         | YMQA      | Aeroportul Marqua                     |
|         | YNUB      | Aeroportul Nullabor Motel             |
|         | YPSH      | Aeroportul Penneshaw                  |
|         | YRTP      | Aeroportul Rutland Plains             |
|         | YSGW      | Aeroportul South Galway               |
|         | YSMR      | Aeroportul Strathmore (D.J. Murray)   |
|         | YTAR      | Aeroportul Tarcoola                   |
|         | YTRW      | Aeroportul Torwood                    |
|         | YVRS      | Aeroportul Vanrook Station            |
|         | YWIT      | Aeroportul Wittenoom                  |
|         | YWMP      | Aeroportul Wrotham Park               |
|         | YWND      | Aeroportul Wondai                     |
|         | YYAL      | Aeroportul Yalgoo                     |
|         | YYOR      | Aeroportul Yorketown                  |
|         | YGIA      | Aeroportul Ginbata                    |
|         | YRYH      | Aeroportul Roy Hill Station           |
|         | YWDL      | Aeroportul Wondoola                   |
|         | YBLE      | Aeroportul Biloela                    |
|         | YMEK      | Aeroportul Meekatharra                |
|         | YLEO      | Aeroportul Leonora                    |
|         | YNRV      | Aeroportul Ravensthorpe               |
|         | YFRT      | Aeroportul Forrest                    |
|         | YGAY      | Aeroportul Gayndah                    |
|         | YGTN      | Aeroportul Georgetown                 |
|         | YABI      | Aeroportul Abingdon                   |
|         | YAGN      | Aeroportul Agnew                      |
|         | YTGM      | Aeroportul Thargomindah               |
|         | YLZI      | Aeroportul Lizard Island              |
|         | YLHR      | Aeroportul Lockhart River             |
|         | YMAA      | Aeroportul Mabuiag Island             |
|         | YMND      | Aeroportul Maitland                   |
|         | YAMK      | Aeroportul Andamooka                  |
|         | YBAU      | Aeroportul Badu Island                |
|         | YBGO      | Aeroportul Balgo Hill                 |
|         | YLLE      | Aeroportul Ballera                    |
|         | YBWX      | Aeroportul Barrow Island              |
|         | YBWN      | Aeroportul Bowen                      |
|         | YWLU      | Aeroportul Wiluna                     |
|         | YWWI      | Aeroportul Woodie Woodie              |
|         | YYMI      | Aeroportul Yam Island                 |
|         | YMJM      | Aeroportul Manjimup                   |
|         | YOOM      | Aeroportul Moomba                     |
|         | YMTI      | Aeroportul Mornington Island          |
|         | YGON      | Aeroportul Mount Gordon               |
|         | YMNE      | Aeroportul Mount Keith                |
|         | YMWA      | Aeroportul Mullewa                    |
|         | YNSM      | Aeroportul Norseman                   |
|         | YNPE YBAM | Aeroportul Northern Peninsula         |
|         | YNUM      | Aeroportul Numbulwar                  |
|         | YOEN      | Aeroportul Oenpelli                   |
|         | YOLD      | Aeroportul Olympic Dam                |
|         | YOLW      | Aeroportul Onslow                     |
|         | YORB      | Aeroportul Orbost                     |
|         | YBDV      | Aeroportul Birdsville                 |
|         | YBTR      | Aeroportul Blackwater                 |
|         | YJAB      | Aeroportul Jabiru                     |
|         | YKOW      | Aeroportul Kowanyama                  |
|         | YKAR      | Aeroportul Karara                     |
|         | YKNG      | Aeroportul Katanning                  |
|         | YROI      | Aeroportul Robinvale                  |
|         | YRTI      | Aeroportul Rottnest Island            |
|         | YSII      | Aeroportul Saibai Island              |
|         | YSCO      | Aeroportul Scone                      |
|         | YSHG      | Aeroportul Shay Gap                   |
|         | YGBI      | Aeroportul South Goulburn Island      |
|         | YSGE      | Aeroportul St George                  |
|         | YSPE      | Aeroportul Stanthorpe                 |